# الغورو ناناك
الغورو نانك هو الغورو (المعلم) الأول والمؤسس للديانة السيخية. أفكار ناناك الدينية هي مزيج من الهندوسية والإسلام كانت أسرته هندوسية، ولكنه أظهر اهتماما بدراسة الأديان وخاصة الإسلام والهندوسية، ومنذ نشاتهُ المبكرة أظهر ميلًا للشعر والفلسفة.

## حياته
ناناك، هو مؤسس السيخية ويسمونه «غورو» أي المعلم أو الإمام. ولد في 15 نيسان 1469، في البنجاب بالقرب من لاهور في باكستان، في بلدة تسمى الآن «ناناك صاحب». نشأ نشأة هندوسية وعمل لدى المسلمين، وكان محباً للإسلام من جهة ومشدودا لتربيته الهندوسية من جهة أخرى مما دفعه للتقريب بين الديانتين.
ولد ناناك في أسرة وضيعة المكانة في طبقة تدعى الويشي وهي طبقة بين طبقتي الأكشتري والشودري (المنبوذين).
عمل ناناك خلال شبابه عند حاكم سلطانبور في المحاسبة؛ مما أكسبه خبرة في الحياة التجارية واغتنى في وجوده بسلطانبور وتعرف أكثر عن الإسلام. تعرف على عازف ربابة اسمه ماردانا وهو مسلم الديانة، وشكّلا معاً فرقة للإنشاد الديني. كان ناناك يؤلف الأناشيد ويلحنها ماردانا على الربابة، وأقاما معاً مطعما صغيرا لكل الفئات من المسلمين والهندوس، مما أعطى اتصالاً واسعاً بين الغورو ناناك والمترددين على المطعم.
وعندما بلغ الغورو ناناك الثلاثين من عمره، اختفى عن الأنظار لمدة ثلاثة أيام، ثم ظهر مدعياً أنه رسول من عند الله، وهو مقتنع بذلك، لكل المسلمين والهندوس ولكل الفئات وللصالحين والملتزمين والصالحين أيضاً من الأديان الأخرى.
ثم خرج في رحلة تبشير لكل المدن والحواضر المهمة كالتبت ومكة المكرمة والمدينة المنورة وبغداد والهند كلها وكل شرق أسيا، ولكن الغزو المغولي للهند اضطره أن يوقف رحلاته وقضى بقية حياته في قرية كارتبور التي أنشأ فيها أول معبد للسيخ إلى أن مات هناك في 22 أيلول، 1539.
وذكر أن الذين خلفوه من بعده كان يطلق عليهم في بادئ الأمر بنتيز ناناك أي المتحدين مع ناناك، وبعد ذلك أصبح اسمهم الغورو أي المعلمين.

## أسس الرسالة في البداية
كانت أسس الرسالة في البداية شديدة البساطة ولم يكن هناك أي طقوس مثل (الصلاة والصوم والحج) في عهد ناناك. لم يترك ناناك وراءه كلمة واحدة مكتوبة ولم يكن للسيخ كتاب واحد فيه تعاليمهم حتى عهد الغورو الخامس أرجان الذي ألف كتاب الأدي جرانت.

### أسس الرسالة
- الكد والعناء في العمل.
- عدم الإيمان بالوحي وفي اعتقاده أن الله ينير قلب من يريده أن يهدي خلقه.
- رفض تمثيل الإله في صور وتماثيل.
- الإيمان بأن الله واحد لا يتغير ولا يوصف ولا يُرى ولا يتجسد.
- كان يأمر بالتقشف لكنه لم يأمُر بالزهد.
- ممارسة الإحسان والبر.
- التأمل الروحي، لأنه في رأيه ينير القلب ويجعل الإنسان يرى الله في خلقه.
- التأمل في عقيدته في المدائح والأناشيد التي يتلوها الإنسان.

## أهم أعماله
- إنشاء عقيدته التي تدعو لعبادة الإله الواحد والتقريب بين الهندوسية والإسلام.
- نشر عقيدته في الحضر وترحاله للتبشير بعقيدته.
- بناء أول معبد للسيخ في كارتبور التي توفي فيها عام 1539م.

## مقامهِ في بغداد

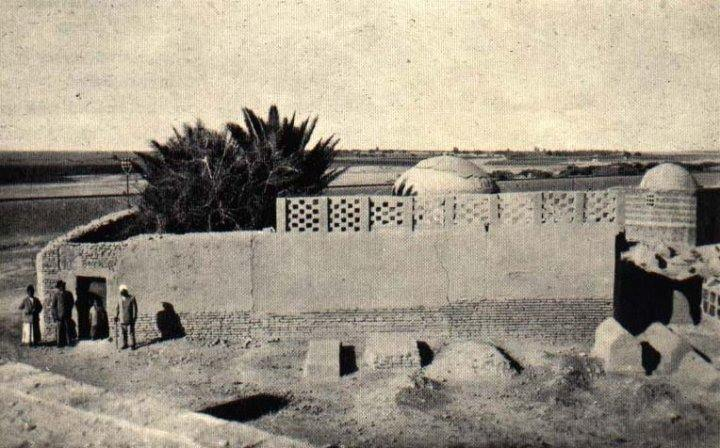
ضريح بابا نانك في مقبرة الكرخ في بغداد في عقد العشرينيات من القرن العشرين

لهُ مقام معروف باسم مقام الغوروناناك أو البابا نانك في بغداد، في مقبرة الشوينزية في جانب الكرخ من بغداد. يقع بالقرب من مرقد بهلول الكوفي.

## روابط خارجية
- الغورو ناناك على موقع الموسوعة البريطانية (الإنجليزية)